# Atef-Khent (nomós XX)
Atef-Khent (El sicòmor del sud o el llorer del sud) fou el nom del nomós XX de l'Alt Egipte. La capital fou Henennesut (Heracleòpolis Magna, avui Ihnasya), i el deu principal Heryshef, que tenia un temple a la capital.